# Músculo transverso da língua
O músculo transverso é um músculo intrínseco da língua.